# Acanthogorgia studeri
Acanthogorgia studeri is een zachte koraalsoort uit de familie Acanthogorgiidae. De koraalsoort komt uit het geslacht Acanthogorgia. Acanthogorgia studeri werd in 1911 voor het eerst wetenschappelijk beschreven door Nutting. 